# 첨단과학로
첨단과학로(Cheomdangwahak-ro)는 전북특별자치도 정읍시 입암면입암사거리에서 정읍시 쌍암동을 잇는 154.4km 도로이다

## 주요 경유지
전북특별자치도
- 정읍시 (입암면 . 상교동)

## 노선
| 이름               | 접속 노선                          | 소재지 | 소재지 | 비고                 |
| ------------------ | ---------------------------------- | ------ | ------ | -------------------- |
| 입암사거리         | 25호선 호남고속도로 국도 제1호선   | 정읍시 | 입암면 | 지방도 제708호선구간 |
| 첨단사거리         | 첨단로 금구길                      | 정읍시 | 상교동 | 지방도 제708호선구간 |
| 정해 교차로        | 점촌1길                            | 정읍시 | 상교동 | 지방도 제708호선구간 |
| 신정 교차로        | 지방도 제708호선 (정읍사로) 첨단로 | 정읍시 | 상교동 | 지방도 제708호선구간 |
| 신정1교            |                                    | 정읍시 | 상교동 |                      |
| 내장산터널         |                                    | 정읍시 | 상교동 |                      |
| 송죽삼거리         | 내장호반로                         | 정읍시 | 상교동 |                      |
| 내방호반로 와 직결 |                                    |        |        |                      |

## 주요 시설및 건물
- 농축산물미생물산업육성지원센터 (첨단과학로 241/신정동 852-1)
- 환경지원분석인증센터 (첨단과학로 첨단과학로 241/신정동 1627)
- 단풍미인한우홍보관 (첨단과학로 405/산163-4)